# Ida Mari
Ida Mari (ur. 18 grudnia 1890 w Parmie zm. 22 maja 1981) – włoska Służebnica Boża Kościoła katolickiego.

## Życiorys
Ida Mari była córką kolejowego stróża. W 1912 roku przeniosła się do Ponte Taro. Nauczyła się sztuki dziania. Była nauczycielką i założyła szkołę w Ponte Taro. Zmarła 22 maja 1981 roku w opinii świętości. Trwa jej proces beatyfikacyjny.